# Sphaerodactylus siboney
Sphaerodactylus siboney — вид геконоподібних ящірок родини Sphaerodactylidae. Ендемік Куби.

## Поширення і екологія
Sphaerodactylus dimorphicus мешкають в прибережних районах на південному сході провінції Сантьяго-де-Куба. Вони живуть в сухих прибережних вічнозелених лісах та в прибережних заростях, серед вапнякових скель, заростей Agave underwoodi і Tillandsia fasciculata та серед опалого листя. Зустрічаються на висоті до 40 м над рівнем моря.